# Oakbrook Terrace
La ville américaine d’Oakbrook Terrace est située dans le comté de DuPage, dans l’État de l’Illinois. Lors du recensement de 2010, sa population s’élevait à 2 134 habitants.
Oakbrook Terrace se trouve dans la banlieue ouest de Chicago.

## Source
- (en) Cet article est partiellement ou en totalité issu de l’article de Wikipédia en anglais intitulé « Oakbrook Terrace, Illinois » (voir la liste des auteurs).